# Rainer Keßelring
Rudolf-Rainer Keßelring (* 7. Dezember 1934 in Bad Kissingen; † 25. September 2013 in Aufkirchen (Berg)) war ein deutscher Verwaltungsjurist und von 1996 bis 1998 Vizepräsident des Bundesnachrichtendienstes.

## Werdegang
Keßelring war Sohn des Marinebaurats Dipl.-Ing. Kurt Kesselring, der bei einem Flugzeugabsturz am 6. Oktober 1935 ums Leben kam. Später wurde er von Generalfeldmarschall Albert Kesselring, einem Cousin seines Vaters, adoptiert. Die Mutter war Irmgard Keßelring geb. Krämer.
An der Regensburger Dolmetscherschule machte Keßelring das Dolmetscherexamen für Spanisch. 1950/51 war er auf der High School in Williamstown (Massachusetts), an der er 1951 graduierte. Daneben besuchte er das Williams College. Im Juli 1952 bestand er am Gymnasium Carolinum (Ansbach) die Reifeprüfung. Er begann an der Eberhard-Karls-Universität Rechtswissenschaft zu studieren und wurde am 2. August 1952 im Corps Rhenania Tübingen aktiv. Am 27. Februar 1954 inaktiviert, wechselte er an die Universität Lausanne und die Rheinische Friedrich-Wilhelms-Universität Bonn. 1956 bestand er das erste juristische Staatsexamen. Referendar war er im Bezirk des Landgerichts Ansbach. Im Herbst 1959 wurde er an der rechts- und staatswissenschaftlichen Fakultät der Universität Bonn zum Dr. iur. promoviert. Nachdem er 1960 in München die Assessorprüfung bestanden hatte, war er am Bayerischen Verwaltungsgericht München, beim Landratsamt München und im Bayerischen Innenministerium tätig. Noch 1960 wurde er Regierungsassessor. Seit 1961 Regierungsrat, wechselte er 1965 in den Bundesdienst. Er wurde 1966 zum Oberregierungsrat befördert und kam 1968 an das Generalkonsulat in Hongkong. Als Botschaftsrat war er von 1970 bis 1973 an der Deutschen Botschaft Tokio. 1975 wurde er an die Deutsche Botschaft Paris versetzt und zum Botschaftsrat Erster Klasse befördert. 1977 kam er als Regierungsdirektor zur Bundesvermögensverwaltung. Nach vier Jahren an der Deutschen Botschaft Madrid war er ab 1984 wieder bei der Bundesvermögensverwaltung.
Seit 1964 beim Bundesnachrichtendienst, wurde er 1991 Leitender Regierungsdirektor und Erster Direktor und Leiter der Abteilung 4 (Verwaltung und Zentrale Aufgaben) des Bundesnachrichtendienstes. 1996 wurde er vom damaligen Bundeskanzler Helmut Kohl zum Vizepräsidenten des Bundesnachrichtendienstes ernannt. Im August 1998 trat er in den Ruhestand.
Verheiratet war Keßelring seit dem 2. September 1967 mit der Übersetzerin Johanna Renata Freiin von Lotzbeck (1935–2017), Tochter des Oberstleutnants Eugen Freiherr von Lotzbeck (1882–1942) und seiner zweiten Gattin Emma geb. Gräfin zu Castell-Castell (1907–2004). Aus der Ehe stammen drei Kinder, darunter der Historiker Agilolf Keßelring.

## Ehrungen
- Orden der Aufgehenden Sonne 3. Klasse (1974)
- Ordre national du Mérite (1978)
- Magistralritter des Souveränen Malteser-Ritterordens
- Orden de Isabel la Católica, Komtur (1989)
- Bundesverdienstkreuz am Bande (16. Juli 1998)[5]

## Veröffentlichungen
- 500 Jahre Pfarr- und Wallfahrtskirche, Stein und Schnell, Regensburg, 2000, ISBN 3-7954-1318-4.